# Agitiranje
Agitiranje (ili engleski: canvassing – „nagovaranje” ili „predizborna kampanja”) jest sustavno iniciranje izravnog kontakta određene skupine ljudi.
Ova vrsta uspostave kontakta često se rabi u političkim kampanjama. Kampanja se u unaprijed određenom području vodi od kuće do kuće i obuhvaća izravne razgovore s glasačima. Agitiranje se može provesti i telefonom.
Slične tehnike mogu se primijeniti prema nevladinim organizacijama, sindikatima, vjerskim skupinama ili kao oblik prodaje.